# Hokkaido Railway Company
A Hokkaido Railway Company (北海道旅客鉄道株式会社, Hokkaidō Ryokaku Tetsudō Kabushiki-gaisha) é uma das empresas constituintes da Japan Railway, sendo mais conhecida como JR Hokkaido (JR北海道, Jeiāru Hokkaidō). É concessionária do serviço inter-cidades na ilha de Hokkaidō, no Japão.
Ao tempo da sua privatização em 1987, a JR Hokkaido operava 21 linhas de caminho-de-ferro num total de 3.176,6km de carris, tal como um serviço de ferries até Aomori. Desde então, esse número desceu para baixo dos 2.500km, ao serem encerradas linhas com prejuízo ou que foram desanexadas (como foi o caso da Hokkaidō Chihoku Kogen Railway). O serviço de balsas também foi substituído pelo túnel de Seikan.